# Poison Ivy (film 1913)
Poison Ivy è un cortometraggio muto del 1913. Il nome del regista non viene riportato nei credit del film che, prodotto dalla Selig, fu sceneggiato da Harry Fetterer.

## Produzione
Il film fu prodotto dalla Selig Polyscope Company.

## Distribuzione
Distribuito dalla General Film Company, il film - un cortometraggio di 225 metri - uscì nelle sale cinematografiche statunitensi il 17 gennaio 1913. Nelle proiezioni, veniva programmato con il sistema dello split reel, accorpato in un'unica bobina con un altro cortometraggio prodotto dalla Selig, il documentario The Clay Industry.